# ExtraLives AB
ExtraLives AB es una empresa de diseño de juegos sueca, mayormente conocida por el desarrollo del juego en línea Hattrick. La empresa fue creada en el otoño del año 2000 en Estocolmo por Björn Holmér (conocido como HT-Bjorn en Hattrick), Johan Gustafson (HT-Johan) y Daniel Abrahamsson (HT-Daniel). Cuando ExtraLives fue creada, Hattrick se encontraba en su 11.ª temporada y el principal objetivo de la empresa era administrar la creciente comunidad. El principal proyecto de la empresa continúa siendo el desarrollo del juego, con catorce empleados que se ocupan de diferentes aspectos del juego.